# Tors fiske

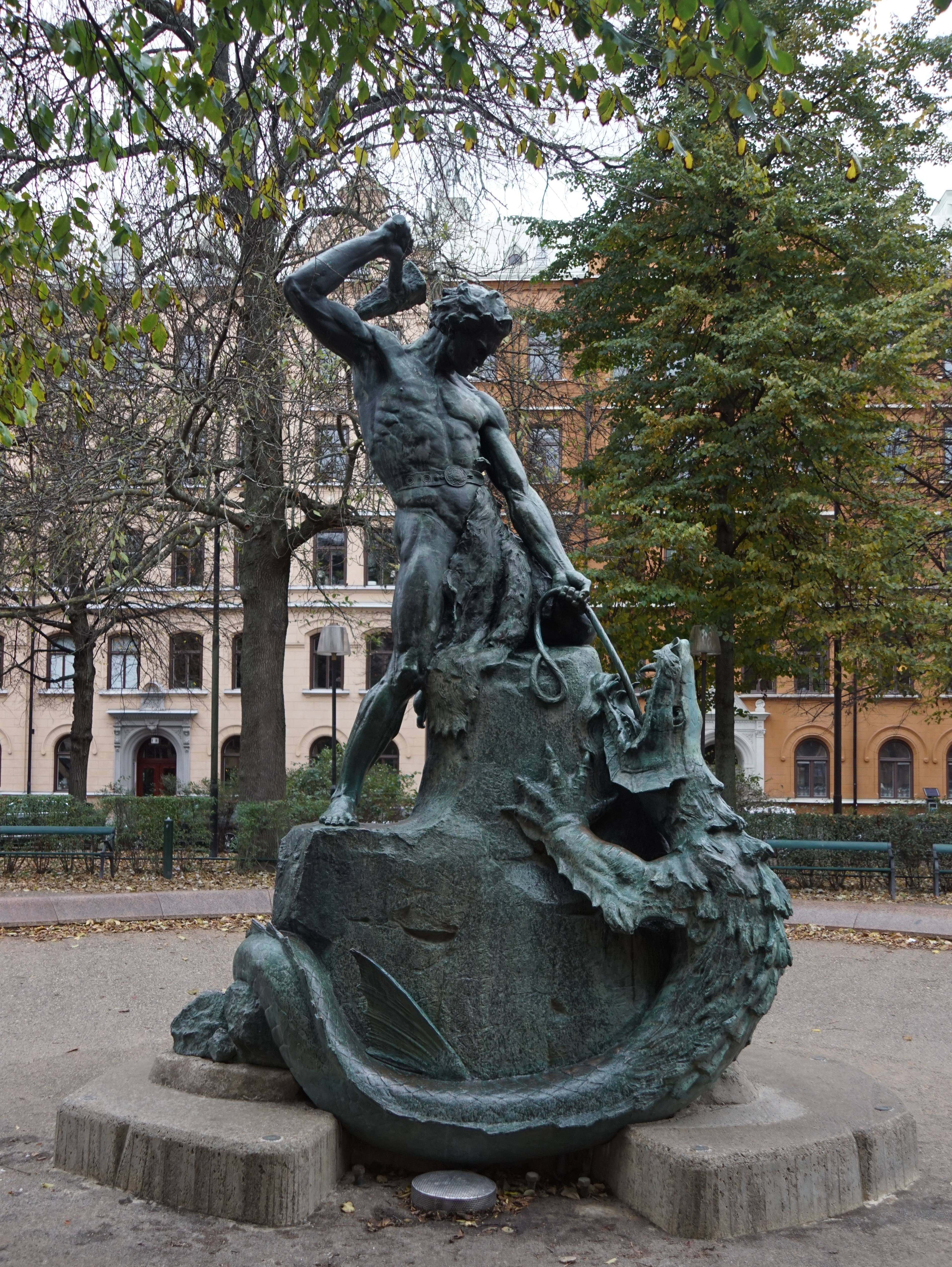
Tors fiske (1903): Thor staat op het punt Midgårdsormen te doden.

Tors fiske (Thor aan het vissen) is een bronzen beeldenfontein gemaakt door Anders Wissler en in 1903 geplaatst oin het park Mariatorget in Stockholm (Zweden).
Wissler won met zijn ontwerp Tors fiske een prijswedstrijd. De expressieve bronzen sculptuur was veel werk en vergde ingewikkelde gietstukken. De fontein werd meteen populair en wordt beschouwd als een van Wisslers meesterwerken.
De beeldengroep toont het dramatische moment waarop Thor de draak Midgårdsormen heeft gevangen en hem met zijn hamer Mjölnir gaat doden. Naast dit centrale beeld zijn er twee aparte waterspuitende beelden die hagedissen voorstellen. Zijn kijk op de fonteinsculpturen werd gezien als een nieuwe manier van denken bij het ontwerpen van dit soort fonteinen. Ook liet Wissler zijn kunstwerken de vormen van de omgeving volgen om deze te laten harmoniëren. De vorm van het marmeren bassin en de beelden volgen de art nouveau.

## Galerij

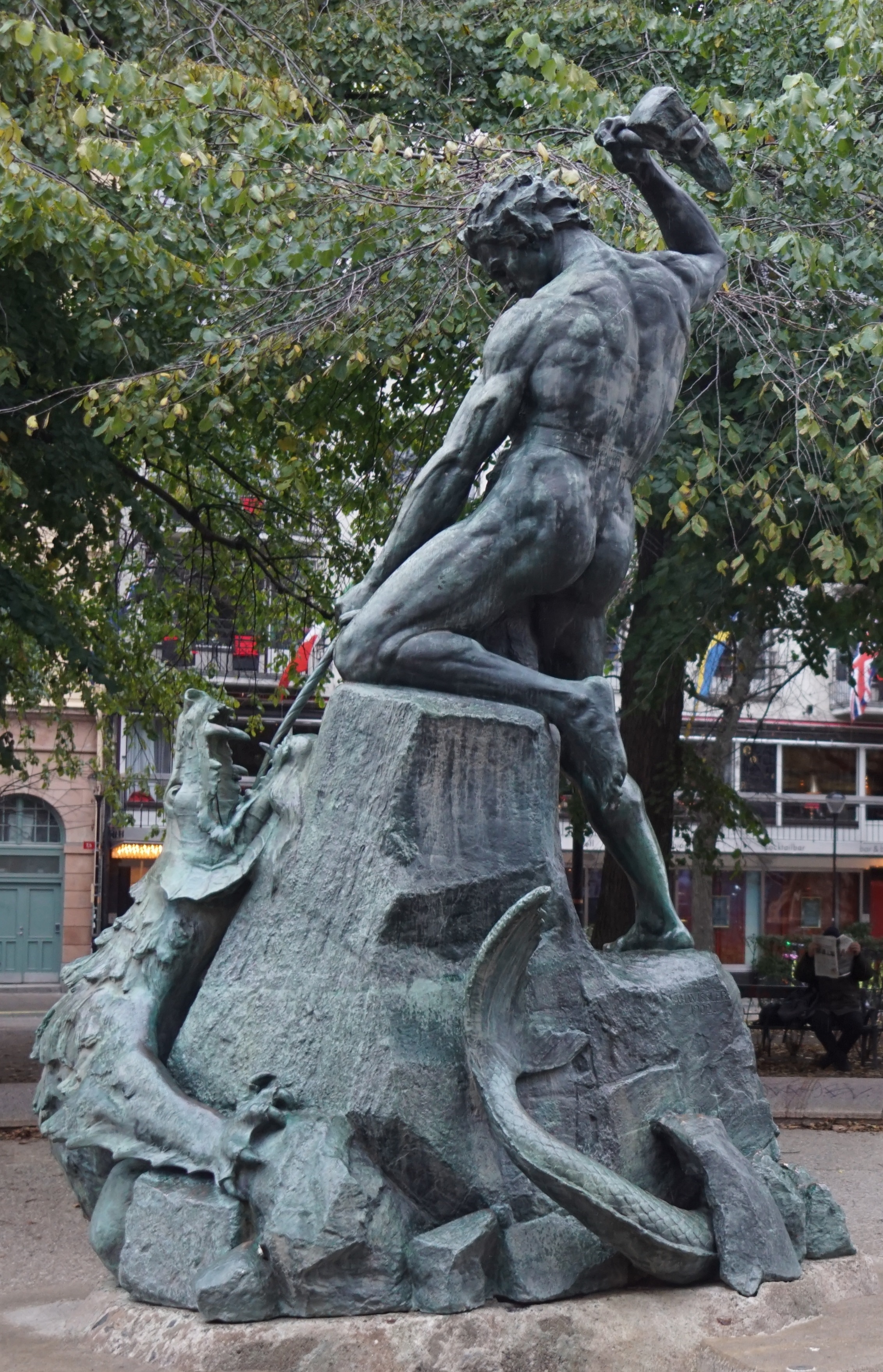
Achterzijde
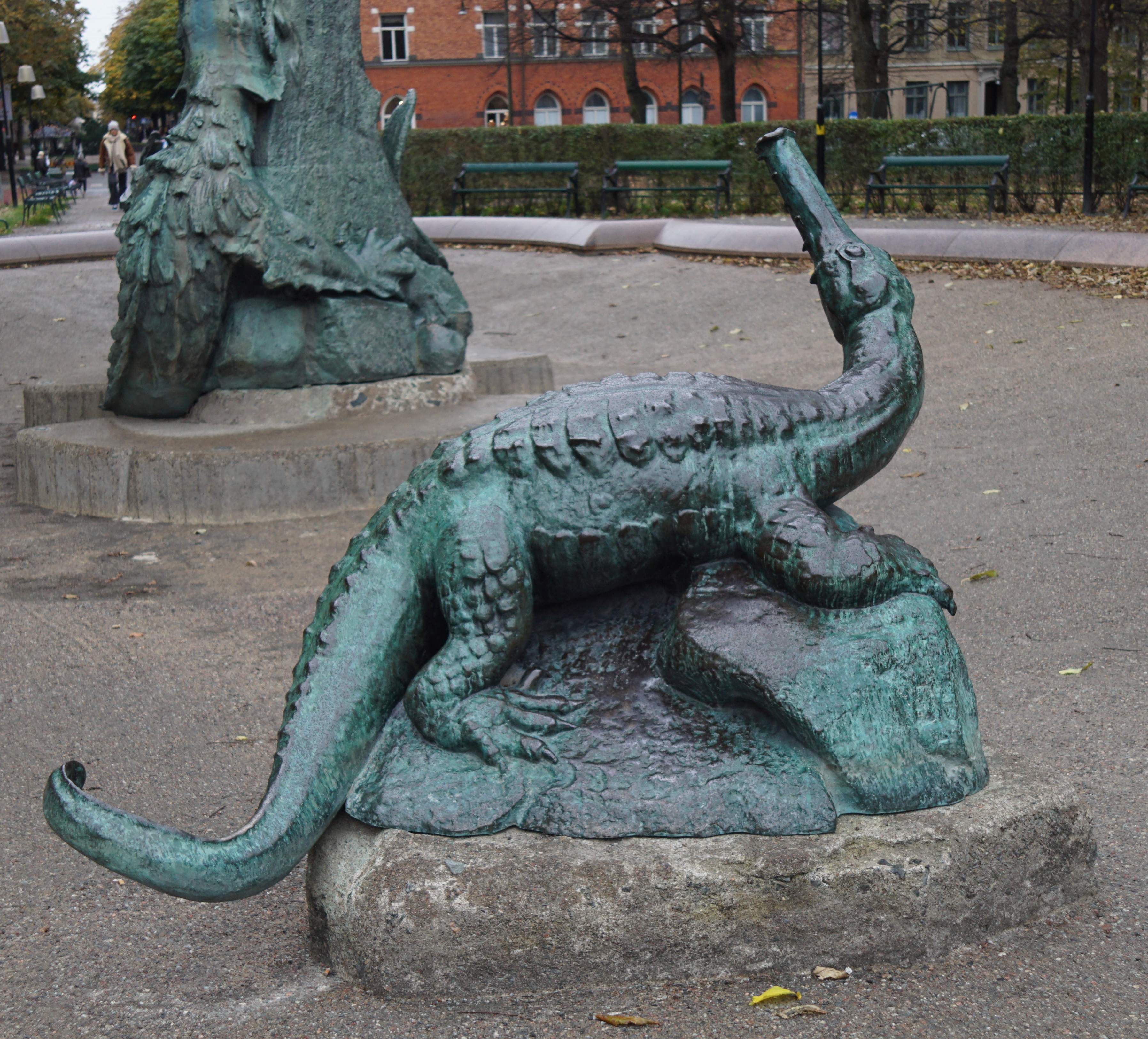
Hagedis #1
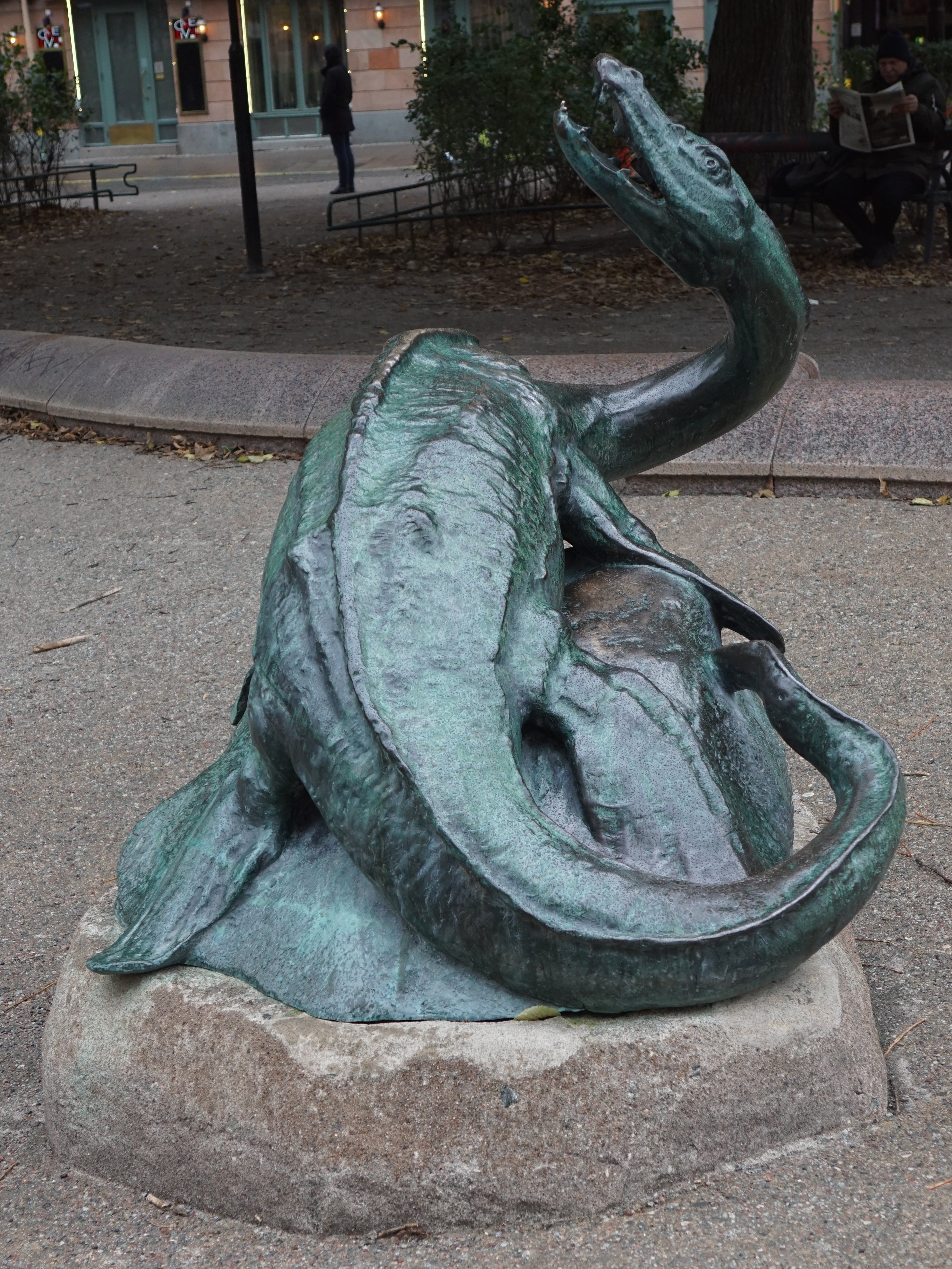
Hagedis #2
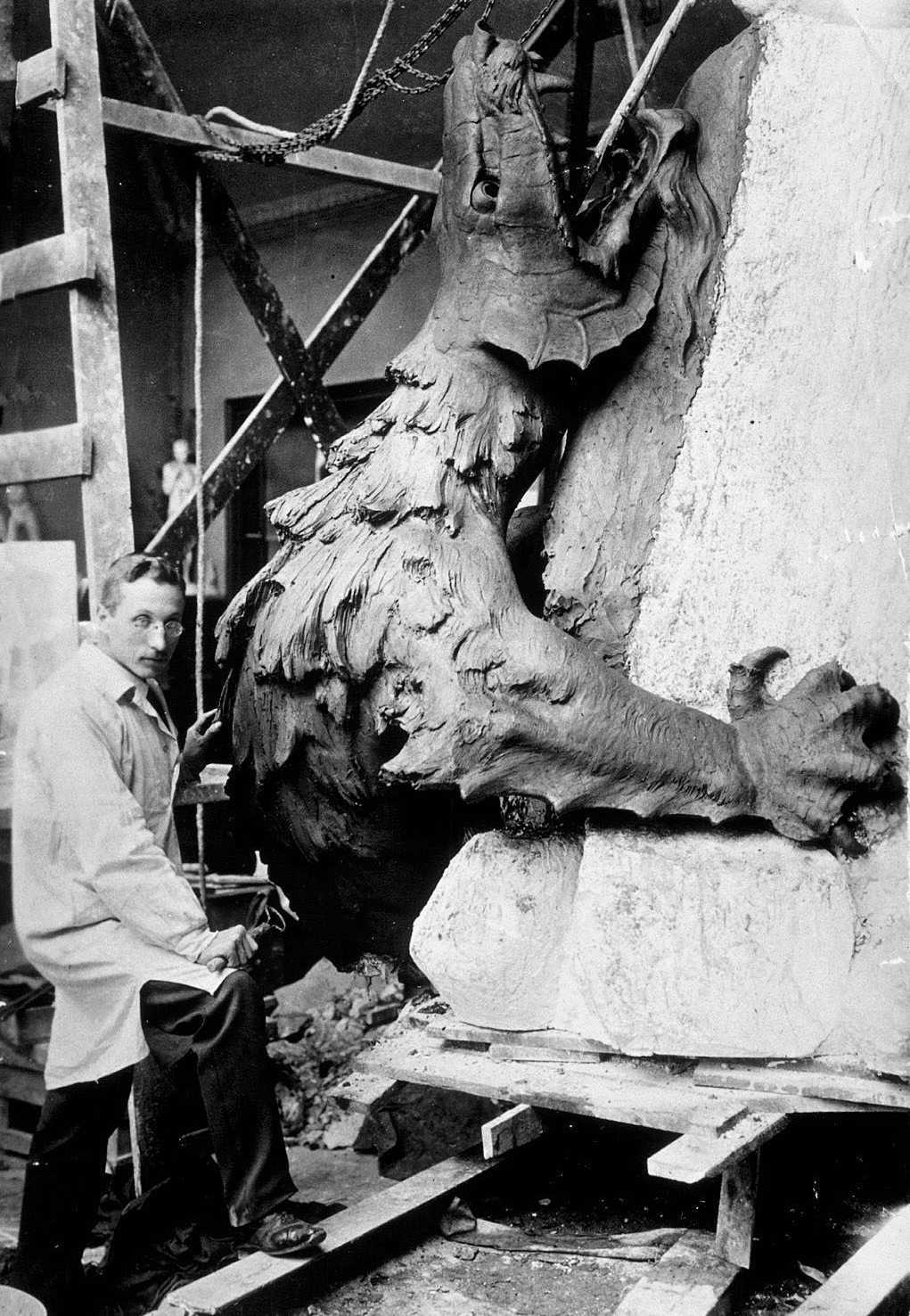
Wissler bezig met zijn creatie (1903)